# Victor Odelberg

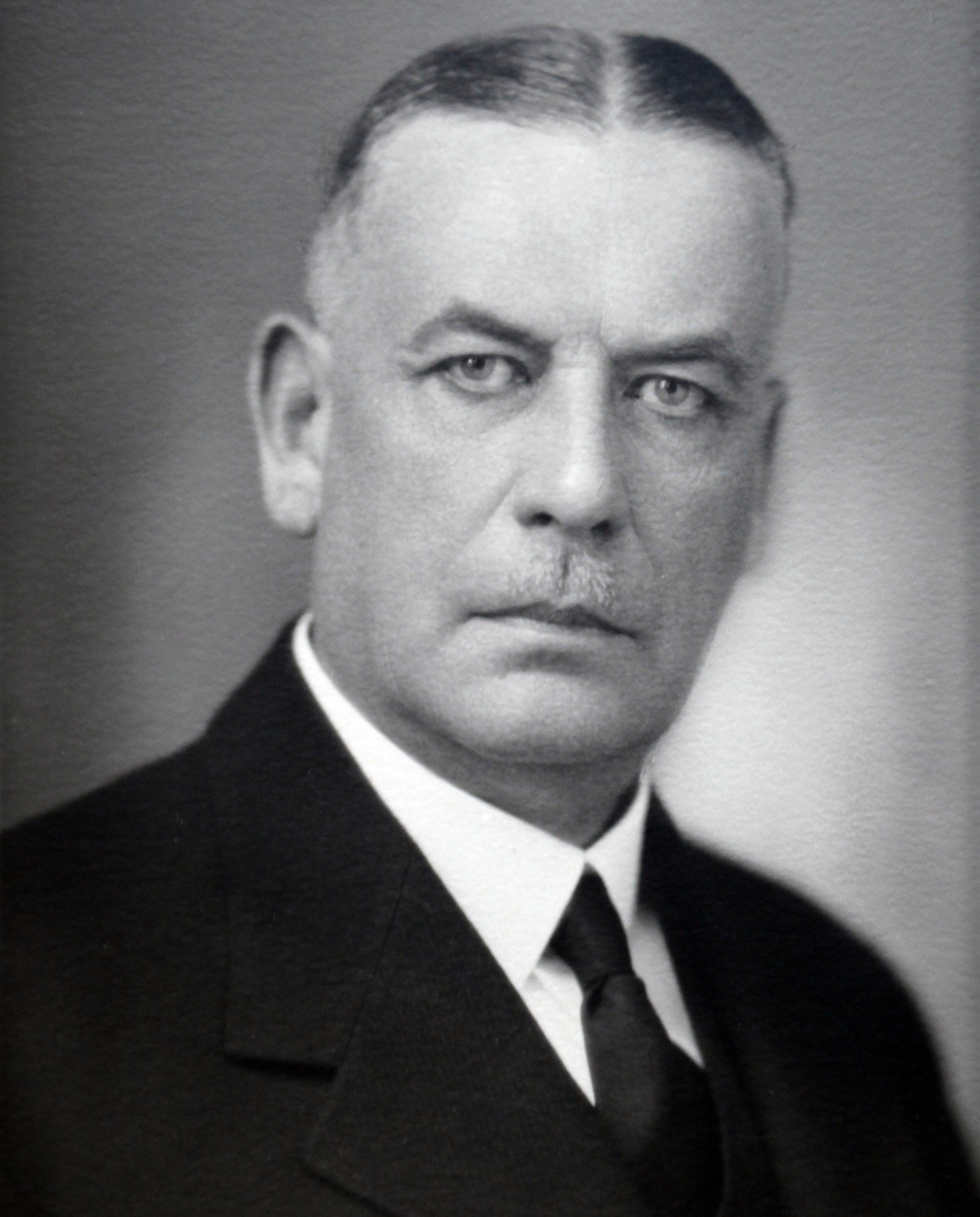
Victor Odelberg.

Victor James Wilhelm Odelberg, född 19 november 1875 i Gustavsberg, Värmdö församling, död 10 mars 1951 i Oscars församling, var en svensk hovjägmästare. Han var son till bruksägaren Wilhelm Odelberg, bror till civilingenjören Axel Odelberg och far till överbibliotekarien Wilhelm Odelberg.
Odelberg avlade 1900 agronomexamen vid Ultuna lantbruksinstitut och anställdes samma år vid Gustavsbergs porslinsfabrik som ägdes av hans far. Efter att fadern avlidit 1924, tog Victor Odelberg samma år över som verkställande direktör för fabriken och brodern Axel blev styrelseordförande, poster som de båda innehade till 1937, då Kooperativa förbundet tog över företaget. Han var också verksam som kommunfullmäktigepolitiker 1919–1933.
Odelberg invaldes 1925 som ledamot av Lantbruksakademien. Han är begravd på Ingarö kyrkogård.